# Lidija Guseva
Lidija Georgievna Guseva  (nacida el 4 de agosto de 1945) es una exjugadora de baloncesto soviética. Consiguió 3 medallas en competiciones oficiales con la URSS.